# Грайворон (малый ракетный корабль)
«Грайворон» — малый ракетный корабль проекта 21631 или «Буян-М», девятый корабль серии.

## Название
Корабль наименован в честь российского города Грайворон.

## История строительства
В тендере на строительство кораблей проекта 21631 участвовало девять судостроительных предприятий. Зеленодольский судостроительный завод (Зеленодольский ССЗ) выиграл тендер 17 мая 2010 года. Контракт на строительство кораблей был подписан 28 мая 2010 года.
10 апреля 2015 года «Грайворон» был заложен и стал девятым кораблём этого проекта.
К 23 марта 2020 года на Черноморском флоте сформирован экипаж корабля: офицеры и военнослужащие по контракту направленные для подготовки в Объединенный учебный центр ВМФ России в Санкт-Петербурге.
В апреле 2020 года состоялся спуск корабля на воду.
10 июня 2020 начались швартовные испытания корабля.
31 июля 2020 года Зеленодольский завод имени Горького отправил корабль на внешнюю сдаточную базу в Новороссийск.
17 августа 2020 года был завершен перевод по внутренним водным путям в Новороссийск, где корабль приступил к проведению комплекса государственных испытаний.
19 сентября 2020 года корабль совершил первый выход в море для прохождения заводских ходовых испытаний.
Планировалось вступление корабля в строй до конца 2020 года, но позже сроки были перенесены на 30 января 2021 года.
30 января 2021 года корабль принят в состав Черноморского флота ВМФ России.

## Служба
Корабль несёт службу на Черноморском флоте ВС России в составе Севастопольской ордена Нахимова I степени бригаде ракетных кораблей и катеров.